# سو جونسون
سو جونسون هي عالمة نفس كندية، ولدت في 19 ديسمبر 1947 في اتشثام ‏ في المملكة المتحدة.

## وصلات خارجية
- سو جونسون على موقع ميوزك برينز (الإنجليزية)